# 鲍里斯·彼得罗夫斯基
鲍里斯·瓦西里耶维奇·彼得罗夫斯基（俄语：Борис Васильевич Петровский，1908年6月27日—2004年5月4日）苏联外科医生，医学博士，教授，全苏医学科学院外科中心主任，苏联卫生部长（1965年-1980年）。

## 生平
1908年出生于葉先圖基。1916年至1924年在基斯洛沃茨克中学学习。1930年毕业于莫斯科国立大学罗蒙诺索夫医学院。他对手术产生了极大兴趣，深入研究临床医学、生理学和解剖学，毕业后在波多利斯克等地的医院当外科医生。1932年成为莫斯科肿瘤研究所和莫斯科大学医学院普外诊所的研究人员。期间，他对肿瘤学（主要是乳腺癌），输血（长期大量输血）和休克等课题进行了研究。1937年在《外科学》期刊发表个人首篇学术论文“乳腺癌外科治疗长期结果评估”。
在苏芬战争和苏德战争期间，他担任军事外科医。1942年加入联共（布）。1948年担任莫斯科国立医学第二研究所外科医。1949年至1951年被派往匈牙利，在布达佩斯大学附属医院担任外科主任。回国后担任第二研究所外科主任。1956年，他成为莫斯科国立第一医学研究所（现莫斯科国立谢切诺夫第一医科大学）外科主任。1953年至1965年出任苏联卫生部第四总局首席外科医。
1964年，他主持了首例二尖瓣膜修复手术，1965年成功实施了肾脏移植手术。他还发表了食道癌和心脏缺陷的外科治疗等系列著作。1966年1月，他主持了对科罗廖夫的癌症手术。他在直肠发现了一颗拳头大小的肉瘤，在切除过程中，科罗廖夫心脏骤停离世。
1966年7月1日当选苏联科学院院士。他在1965年至1980年领导苏联卫生部。1967年提拔恰佐夫担任卫生部第四总局局长（等同于克里姆林宫医院负责人）。
2004年在莫斯科逝世，被安葬在新聖女公墓。

## 荣誉与勋奖
苏联时代（1922年-1991年）
- 俄罗斯苏维埃联邦社会主义共和国功勋科学工作者荣誉称号（1957年10月3日）
- 社会主义劳动英雄荣誉称号、列宁勋章及镰刀锤子奖章（1968年6月26日）
- 列宁勋章（1961年2月11日、1965年12月10日、1978年6月26日）
- 十月革命勋章（1971年）
- 2枚二级卫国战争勋章（1943年4月29日、1985年4月6日）
- 劳动红旗勋章（1988年6月24日）
- 红星勋章（1942年5月26日）
- 列宁奖（1960年）
- 苏联国家奖（1971年11月5日）

俄罗斯联邦（1991年-）
- 第一使徒圣安德烈勋章（2003年6月4日）
- 二级祖国功勋勋章（1998年5月28日）
- 各民族人民友谊勋章（1993年5月27日）

其他奖项
- 世界卫生组织伯尔纳国际奖（1975年）
- 友谊勋章（捷克斯洛伐克，1979年12月27日）[7]